# Objeto (auto) magma

## Presentación
Como Mag la categoría de los magmas (i.e. operaciones binarias), tiene producto directo, por tanto el concepto de una operación interna, digamos
T': (X,T)x(X,T) -> (X,T),
Como T' es un morfismo dará
(x T' y) T (u T' z) = (x T u) T' (y T z)
pero usar la operación original sólo será permitido si (identidad medial)
(x T y) T (u T z) = (x T u) T (y T z)
y esta operación, que da un magma medial puede tener neutro bilátero sólo si es un monoide conmutativo (si y sólo si, por supuesto).
Como resultado Med, la categoría medial, tiene todos sus objetos como objetos mediales, y esto la caracteriza.
- Datos: Q4166321